# 敬懿皇贵妃
獻哲皇贵妃（1856年7月2日—1932年2月5日）宜拜系赫舍里氏。满洲正蓝旗人。广东雷州府知府崇龄之女，道光壬辰进士、原任陕甘总督、伊犁将军舒興阿之孙女，杭州将军成明之曾孙女。同治帝之皇貴妃，自号懒梦山人。

## 早年
咸丰六年六月初一日出生，本家在安定门板厂胡同，有一位亲妹妹是恭忠亲王奕䜣庶出第二子贝勒载滢的继室。家族在清初期被派往西安作为驻防八旗，直至她的祖父舒兴阿在道光朝考中文进士，被调进京城成为京旗，後來甚至擔任伊犁将军、陝甘總督等職務。虽然她的家族属于刚跻身世家的新贵，但與高等宗室的聯姻尤為密切。
同治十二年二月初三日，在外八旗選秀中被指定为瑜嫔，因有才幹而深受慈禧太后喜愛。根據内务府档案的記載，“瑜”字的满文意思为“鲜亮的”或“有光彩的”。九月十三日卯刻，瑜嬪由神武門進宮，景仁宮進彩亭伺候丹陛樂，與珣嬪同居景仁宮；同年十月十九日，瑜嫔和珣嫔接册時，分别至钟粹宫、长春宫给东佛爷、西佛爷行礼。随后至养心殿给同治帝行礼，再到储秀宫、永和宫给皇后阿鲁特氏、慧妃富察氏行礼。同治十三年十一月十五日，她為替病重的同治帝祈福而被晋封为瑜妃。
光绪十三年七月十七日 ，敬事房為傳知壽頭所瑜妃下官女子鑲黃旗原蘇拉錫泰之女大妞因病自盡將伊每日所食口分即日止退事（注：锡泰乃镶黄旗满洲闲散，荣禄门生贻谷之叔）。
光绪二十年正月初一日，慈禧皇太后因本年为自己六旬寿辰，以内庭妃嫔平日里侍奉自己十分谨慎為由，特颁谕内阁要晉封瑜妃為瑜贵妃。光绪二十一年五月初六日，瑜贵妃在寿西宫受冊。

## 八國聯軍之役
光绪二十六年七月二十日，八国联军攻入京师；七月二十一日，慈禧皇太后携光绪帝、皇后和瑾妃等人逃离京城。此时，寿康宫一区还居住着咸丰帝的祺贵妃佟佳氏和吉妃王氏，以及同治帝的敦宜荣庆皇贵妃富察氏、瑜贵妃赫舍里氏、珣贵妃阿鲁特氏和瑨妃西林觉罗氏。慈禧皇太后西逃并没有带走她們。因此，瑜貴妃代替個性懦弱的敦宜榮慶皇貴妃總攝宫中事務和尽力稳定宫中人心，并且与在京大臣商议对策。联军统帅曾见过瑜贵妃并“犹致敬礼”。内务府大臣世续及平文廉进宫照料差务，并就当时的内廷用度情况询问总管太监時，發現居住在寿康宫一区的敦宜荣庆皇贵妃等主位日常所需的食物等物品，皆是由其本人使用分例银两差遣太监出宫购买。後來，光緒帝命人把敦宜荣庆皇贵妃等位的年例银皆减半发放，宫女的例银则照例发放。

## 晚年
光緒三十四年十月二十五日，新登極的宣统皇帝尊封她为瑜皇贵妃。公元1913年3月12日（农历二月初五日），清遜帝溥仪又尊封她为敬懿皇贵妃。
隆裕太后駕崩後，瑜皇貴妃便接著撫養年幼的溥儀，便曾藉此謀求皇太后的名位。同治帝四位遺孀中，受慈禧太后鍾愛的淑慎皇貴妃已於光緒三十年逝世，而健在的瑜、珣、瑨三妃中，性格強勢的瑜皇貴妃為最年長者，因而三人中以瑜皇貴妃居主導地位，加之在隆裕太后死後是由瑜皇貴妃撫養年幼的溥儀，瑜皇貴妃因此曾企圖以溥儀養母的身分謀求皇太后的名位，但因袁世凯的指令而没有如愿。
民國十一年（公元1922年），以大婚故，稱為敬懿皇貴太妃。公元1924年11月21日，在溥仪被赶出皇宫后，瑜皇貴妃和瑨妃亦随之遷出。
公元1932年2月5日（阴历辛未年除夕）敬懿皇貴妃在原荣寿固伦公主府病死，享年七十七岁，同年2月23日舉行奉移禮。場面空前隆重，也是出現在北京人面前的最後一次皇家葬禮，在北平街頭大有萬人空巷之勢。一時車馬塞途，路邊攤販一律停業。警察局、保安隊、憲兵及衛戍部隊都來參與維持秩序。葬禮過後，棺槨暫存柏林寺。满洲国朝廷谥为献哲皇贵妃。
公元1935年3月14日寅時，敬懿皇貴妃和敦惠皇貴妃起靈，入葬於河北遵化的雙山峪惠陵妃園寢。

## 軼事
根據《清稗類鈔》的記載，有一次後宮眾人前往拜謁慈禧太后之陵時，禮畢後的瑜貴妃堅持不肯回宮，言稱要跟隨慈禧太后到地下。攝政王載灃便親自前往迎駕，瑜妃稱：「皇上（指溥儀）暨承德宗之統，亦兼祧穆宗，穆宗諸妃我為之長，何以隆裕稱聖母，而我屈居於隆裕之下？」，二人僵持不下，珣妃和瑨妃亦在旁附和。攝政王載灃遂與慶親王奕劻商定，將瑜貴妃晉封皇貴妃。而且面對隆裕太后時不用再自稱奴才，同時並增加瑜妃、珣妃及瑨妃等三人的月例銀子。根据溥杰等旧宫廷人员的回忆，献哲皇贵妃有相当的知识，并且尤其注重规矩和礼法，眼里不揉沙子，认为她的性格在某些方面很像已故的慈禧太后。

## 影視作品
| 演員   | 影视作品            | 角色   |
| 樊奕敏 | 《末代御醫》（TVB） | 瑜贵妃 |
| 邢軍   | 《德齡公主》        | 瑜妃   |

## 延伸阅读
[在维基数据编辑]
 《清史稿/卷214》，出自趙爾巽《清史稿》
 在维基共享资源阅览影像